# Перевал (литературная группа)
«Перевал» — советская литературная группа, существовавшая в 1923—1932 годах.

## История
Организована под руководством Александра Воронского при созданном им журнале «Красная новь». При этом сам Воронский в группу формально не входил, председателем её неизменно был Николай Зарудин.
Первоначально объединяла молодых поэтов (Михаил Светлов, Михаил Голодный, Александр Ясный и др.), отколовшихся от «Молодой гвардии» и «Октября». Группа оформилась в конце 1923 — начале 1924 года и получила название по статье Воронского «На перевале» (опубликована в ноябре 1923), в которой провозглашался переход от современной «убогой» литературы к грядущей коммунистической.
Первоначально группа была немногочисленной, но с 1926 состав её растёт, и в 1927 под манифестом «Перевала» подписалось 56 писателей.
Наиболее видную организационную роль играли в группе прозаики Николай Зарудин, Артём Весёлый, Иван Катаев, а также критики Дмитрий Горбов и А. Лежнев, наряду с Воронским бывшие её ведущими теоретиками.
Также в «Перевал» входили:
прозаики
| - Александр Малышкин - Борис Губер - Михаил Барсуков - Сергей Малашкин - Леонид Завадовский - Николай Смирнов - Михаил Пришвин - Н. Огнёв - Анна Караваева - Пётр Ширяев - Лев Пришвин-Алпатов - Николай Кауричев | - Иван Евдокимов - Родион Акульшин - Александр Перегудов - Ефим Вихрев - Владимир Ветров - Василий Ряховский - Пётр Павленко - Андрей Новиков - Пётр Слётов - Иван Касаткин - Василий Кудашёв - Георгий Куклин |

поэты
- Эдуард Багрицкий
- Дмитрий Семеновский
- Николай Тарусский
- Павел Дружинин
- Дмитрий Кедрин
- Василий Наседкин
- Николай Дементьев
- Евсей Эркин
- Джек Алтаузен
- Глеб Глинка
- Анатолий Ольхон
- Родион Акульшин
- Валентина Дынник

критики
- Валериан Правдухин
- Соломон Пакентрейгер
- Николай Замошкин

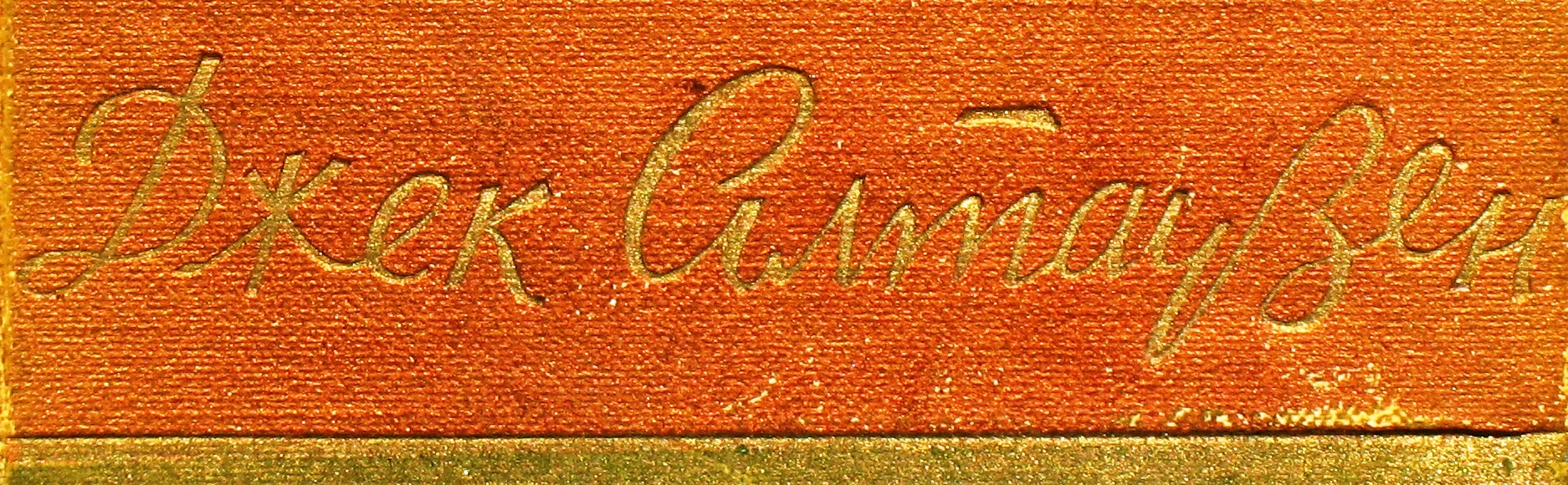
Автограф Д. Алтаузена
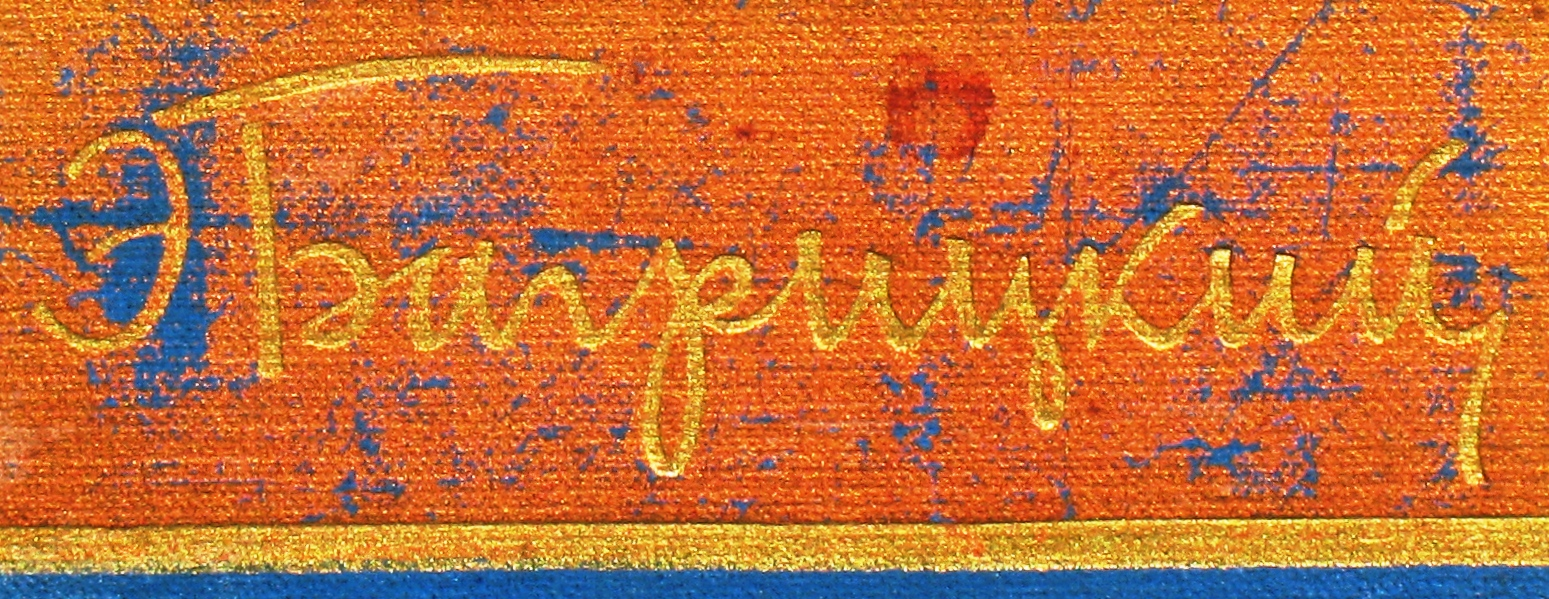
Автограф Э. Багрицкого
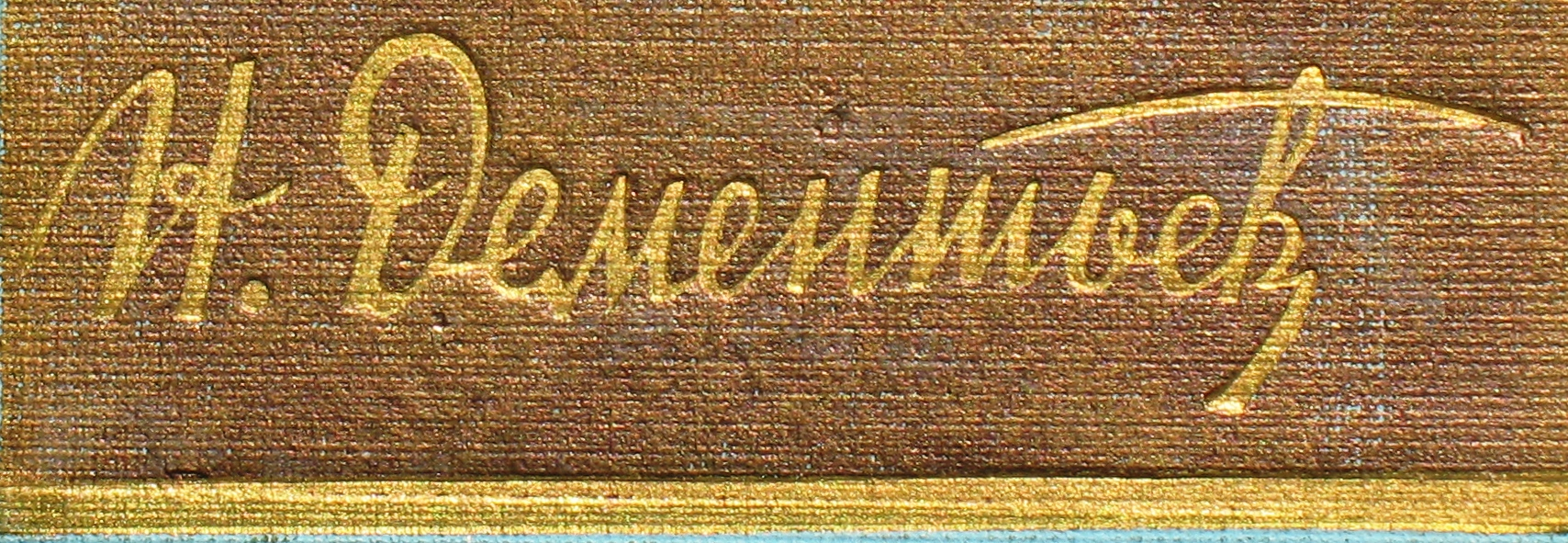
Автограф Н. Дементьева

Члены группы публиковались в журналах «Красная новь», «Новый мир», в сборниках «Перевал» (1924—1932, вышло 8 выпусков, последние два сборника носят название «Ровесники»). В 1930 вышла антология «Перевальцы».
С 1927 под давлением рапповской критики состав группы сокращается, в этом году её покинули Дементьев, Евдокимов, Голодный, Караваева, Огнёв (вступили в ВАПП) и Багрицкий (вступил в ЛЦК). В 1930, когда РАПП резко усилил нажим на все прочие группировки писателей, из «Перевала» вышли П. Павленко, А. Новиков, Малышкин и Пришвин.
Один из последних документов «Перевала» — «Наша заявка», подписанная инициативной группой перевальцев, где сообщалось о решении перевальцев принять участие в проектируемом ангарском строительстве.
Творческие лозунги:
- «искренности творчества» (даже если это противоречит партийной дисциплине)
- «моцартианства», под которым подразумевалось творчество по вдохновению, по наитию
- «нового гуманизма»

«Перевал» признавал роль «социального заказа», выступая, однако, за право писателя на «выбор темы по своему усмотрению».
Группу резко критиковали в рапповской печати за якобы реакционность и увод писателей в сторону от задач современности, неисторический, внеклассовый подход, вплоть до примиренчества по отношению к классовому врагу, более того, сочли, что «Перевал» боролся с пролетарской литературой и критикой, исходя из троцкистского отрицания пролетарской культуры.
«Перевал» позднее других литературных групп реагировал на постановление ЦК ВКП(б) «О перестройке литературно-художественных организаций» и подал заявление о роспуске группы только на первом пленуме Оргкомитета Союза советских писателей (29 октября — 3 ноября 1932).